# Phaethornis syrmatophorus
Phaethornis syrmatophorus là một loài chim trong họ Trochilidae.